# Симпатическая магия
Симпатическая магия — форма колдовства, основывающаяся на идее о том, что предметы, сходные по внешнему виду (магия подобия) либо побывавшие в непосредственном контакте (магия контакта) якобы образуют друг с другом сверхъестественную, магическую связь.
Симпатическая магия практиковалась со времен первобытного (доисторического) общества.
Одним из самых полных исследований симпатической магии является изданный в 12 томах труд Джеймса Фрэзера «Золотая ветвь».

## Симпатическая магия и первобытное мышление по Фрэзеру
Термин «симпатическая магия» (в англоязычном оригинале — sympathetic magic) активно разрабатывался антропологом Джеймсом Фрэзером в одноимённой главе его фундаментального многотомного сочинения «Золотая ветвь», опубликованного в 1911—1916 годах. Фрэзер также выдвинул тезис о том, что теория и практика магии (сюда же относится система табу) — результат заблуждения первобытного человека, ошибочного понимания им связи вещей.

## Магия по Токареву
В своих работах Дж. Фрэзер приводил множество примеров симпатической магии на материалах Африки, Новой Гвинеи, Австралии и других регионов мира, однако при этом он не разработал классификации магических методов, способов сверхъестественного воздействия человека на окружающее. Оригинальный вариант такой классификации предложил советский исследователь первобытной культуры С. А. Токарев. Он разделил все магические обряды на шесть типов, рассматривая их со стороны «механизма действия»:
1. Контактная магия — магическая сила передаётся или придаётся человеку путём непосредственного взаимодействия с носителем магической силы, например, ношение талисманов, употребление магических снадобий.
2. Инициальная (инцепционная, трансмиссивная) магия — при магической манипуляции производится только начало желаемого действия, а окончание же его возлагается на магическую силу; например, австралийский колдун, желая поразить врага из соседнего племени, производит такую процедуру: он направляет заострённую палочку в сторону врага и шепчет при этом проклятия, считая, что после этого враг будет поражён либо смертью, либо мучительной болезнью.
3. Имитативная (симильная) магия основана на принципе «подобное производит подобное». Так, для того, чтобы причинить вред своему врагу, колдун колет острыми предметами рисунок человеческой фигуры или куклу. По принципу подобия вред, приносимый изображению или кукле, должен перенестись на обидчика. Другой любопытный пример этого рода магии — помощь при родах. В этом случае шаман изображает роженицу, привязывая к себе камень. По убеждению, удачно прошедшее «представление» родов шаманом должно по принципу подобия сделать настоящие роды так же удачными.
4. Контагиозная (парциальная) магия основана на том, что вещи, раз пришедшие в соприкосновение, сохраняют связь на расстоянии. Примером этой магии может быть использование крови, ногтей, зубов, волос в колдовстве разного рода.
5. Апотропетическая (отгоняющая) магия должна помочь отпугнуть враждебные силы, укрыться от них с помощью амулетов, оберегов, ритуальных звуков, огня, магических кругов и т. п.
6. Катартическая магия — очищение тела или жилища от проникших туда злых влияний посредством ритуального окуривания или омовения, поста, приёма снадобий и т. д.